# Armando Latini
Armando Latini   (Roma, 20 de maig de 1913 - Roma, 20 de maig de 1966) va ser un ciclista italià que va córrer durant els anys 30 i 40 del segle xx. Entre 1938 i 1940 i el 1946, un cop finalitzada la Segona Guerra Mundial que suposà un parèntesi en la seva carrera, fou professional.
El 1936, com a amateur, va prendre part en els Jocs Olímpics de Berlín, en què guanyà una medalla de plata en la prova del persecució per equips, formant equip amb Severino Rigoni, Bianco Bianchi i Mario Gentili.

## Palmarès
- 1932
  - 1r a la Coppa Romolo Lazzaretti
- 1936
  -  Medalla de plata als Jocs Olímpics de Berlín en persecució per equips